# Гагарин, Андрей Данилович Семейка
Князь Андрей Данилович Гагарин по прозванию Семейка — воевода во времена правления Ивана IV Васильевича Грозного.
Из княжеского рода Гагарины. Третий, из четырёх сыновей князя Данилы Юрьевича Гагарина. Имел братьев, князей: Дмитрия Шемяку, Ивана Гуся и Фёдора Даниловичей.

## Биография
В октябре 1551 года записан во вторую статью московских детей боярских четыреста девяносто восьмым. В 1553 году упомянут в жильцах. В ноябре этого же года на свадьбе казанского царя Симеона Касаевича с Марией Андреевной Кутузовой-Клеопиной четвёртый стольник при столе жениха. В 1559 году послан воеводой с кадомскими татарами под Ригу и Руговид в Сторожевом полку. Вероятно, что в 1565 году был сослан в Казань, так как в казанской писцовой книге записано, что его братья Дмитрий и Иван были сосланы в Казань вместе с братьями и племянниками, а всего 12 человек. В 1571 году годовал третьим воеводой в Свияжске. В 1577 году упомянут есаулом в Государевом полку в походе на Лифляндию. В 1578 году вновь годовал четвёртым воеводой в Свияжске.
По родословной росписи показан бездетным.